# Asturiska språkakademin
Asturiska språkakademin (asturiska: Academia de la Llingua Asturiana, ALLA) är den myndighet i den nordspanska autonoma regionen Asturien som främjar och reglerar det asturiska språket. Akademin bildades år 1980 och har sitt säte i Asturiens huvudstad Oviedo.